# Джаду
Джаду ([ˈdʒɑːduː]; араб. جادو, бербер. Jadu, на інших мовах також: Giada (італійська) і Гадо — гірське містечко муніципалітету Ель-Джабал-ель-Ґарбі в західній частині Лівії. Джаду був місцем італійського концтабору під час Другої світової війни. У 1942 році близько 2000 євреїв та представників інших народів відправили в табір Джаду. 564 померло від тифу та інших поневірянь. Табір був звільнений британською армією в січні 1943 року.